# Slangwaterpas

principe van een slangwaterpas

Een slangwaterpas of pasdarm (vlaams) is een apparaat dat het oppervlak van water gebruikt om een lokaal horizontaal referentievlak te creëren dat gebruikt wordt:
- om de schijnbare helling van een object of oppervlak te bepalen
- voor het afstemmen van verhogingen van locaties die te ver uit elkaar liggen om een waterpas te kunnen overspannen

De werking is gebaseerd op de wet van de communicerende vaten. De eenvoudigste slangwaterpas is een stuk doorzichtige slang, gedeeltelijk gevuld met water. Water is meestal gemakkelijk te verkrijgen en kan na gebruik worden weggegooid. De uiteinden worden verticaal gehouden en de rest van de buis ligt op de grond of vloer. Het waterniveau aan elk uiteinde van de buis bevindt zich op hetzelfde niveau, of de twee uiteinden nu naast elkaar liggen of ver uit elkaar.
De technologie van een slangwaterpas is niet die wanneer een laser wordt gebruikt, maar het kan nauwkeuriger zijn over lange afstanden en werkt zonder zichtlijn, zoals rond hoeken. Om fouten te voorkomen, moet al het water dezelfde temperatuur hebben. Andere bronnen van fouten zijn onder meer leesproblemen vanwege de meniscus.
Als het waterpeil vaak wordt gebruikt, kan er kleurstof aan het water worden toegevoegd om het gemakkelijker af te kunnen lezen.
Als het waterpeil in de winter buiten wordt gebruikt, kan antivries  of ruitensproeiervloeistof voor auto's worden toegevoegd. Bovendien remt het de vorming van foutveroorzakende bellen.
Een oppervlakte-actieve stof, zoals handafwasmiddel, kan worden toegevoegd om de oppervlaktespanning van het water aanzienlijk te verlagen. Deze vloeibare oplossing zal gemakkelijker en sneller in de buis stromen dan gewoon water, dus de werking van het apparaat zal nauwkeuriger, herhaalbaarder en responsiever zijn - vooral bij gebruik van een buis met een kleine diameter. Ook kan deze vloeibare oplossing gemakkelijker uit een buis met een kleine diameter worden geleegd dan gewoon water.